# موتور موشک تنفس هوایی سینرژیک - سابر (SABRE)
موتور موشک تنفس هوایی سینرژیک - سابر (انگلیسی: SABRE) یک مفهوم در دست توسعه توسط Reaction Engines Limited برای موتور موشک هیبریدی تنفس هوایی پیش سرد مافوق صوت شده است. این موتور برای دستیابی به قابلیت پرتاب تک مرحله به مدار طراحی شده است و هواپیمای فضایی پیشنهادی Skylon را به مدار پایین زمین می رساند.
سابر از سری طرح های آلن باند تکامل یافته است که در اوایل دهه 1980 برای پروژه HOTOL آغاز شد. این طرح شامل یک موتور موشک سیکل ترکیبی تک با دو حالت کار است. حالت تنفس هوا، ترکیبی از یک کمپرسور توربو با یک پیش خنک کننده سبک وزن هوا است که درست در پشت مخروط ورودی قرار دارد. در سرعت‌های بالا، این پیش‌کولر هوای داغ و فشرده‌شده را خنک می‌کند. در غیر این صورت به دمایی می‌رسد که موتور نمی‌تواند تحمل کند و منجر به نسبت فشار بسیار بالایی در موتور می‌شود. پس از آن هوای فشرده وارد محفظه احتراق موشک می شود و در آنجا همراه با هیدروژن مایع ذخیره شده مشتعل می شود. نسبت فشار بالا به موتور این امکان را می دهد که نیروی رانش بالایی را در سرعت ها و ارتفاعات بسیار بالا ارائه دهد. دمای پایین هوا امکان استفاده از آلیاژ سبک را فراهم می‌کند و موتور بسیار سبک وزن را برای رسیدن به مدار ضروری می‌سازد.
علاوه بر این پیش خنک کننده SABRE هوا را مایع نمی کند و به آن اجازه می دهد کارآمدتر کار کند. پس از خاموش شدن مخروط ورودی در سرعت 5.14 ماخ و در ارتفاع 28.5 کیلومتری، کارکرد سیستم به صورت یک موتور موشک با کارایی بالای چرخه بسته ادامه می‌یابد که اکسیژن مایع و هیدروژن مایع را از مخازن سوخت می‌سوزاند و اجازه می‌دهد مفهوم هواپیمای فضایی مانند Skylon برای رسیدن به سرعت مداری پس از خروج از جو در یک صعود شیب دار ممکن شود. هم چنین موتوری برگرفته از مفهوم SABRE به نام Scimitar برای پیشنهاد جت مسافربری مافوق صوت A2 این شرکت با بودجه اتحادیه اروپا طراحی شده است.